# 厳信厚

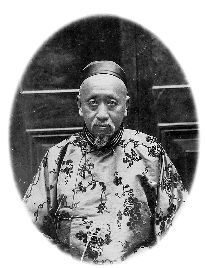
厳信厚

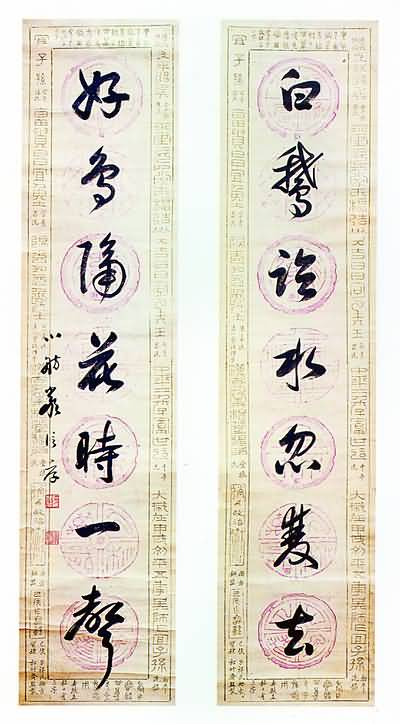
厳信厚の書

厳 信厚（げん しんこう、Yan Xinhou、1838年 - 1907年）は、清末の実業家・教育家・書道家・画家。もとの名は経邦。字は筱舫または小舫、号は石泉居士。
浙江省寧波府慈谿県出身。1862年、李鴻章の幕僚となり、道台・知府・天津塩務幇弁などを歴任した。その後実業界に転じ、1887年に銀5万両を投じて寧波に通久源機器軋花廠を設立した。これは中国で最初の綿繰工場であった。1894年、寧波に通久源紡績局を設立した。これも中国資本による最初の近代的機械紡績工場であった。その他に天津開物華楼金店・天津開同徳塩号・老九章綢緞荘（本店：上海、支店：天津）などを創設した。1897年、中国通商銀行の総経理となり、四明銀行も設立した。1902年、上海商業会議公所の首届総理となり、1905年には中国初の保険会社である華興保険公司の設立に加わった。その他多くの製麺所や製油所などの工場や海運業、あるいは唐沽鉄路・寧波鉄路などの鉄道業に投資をしている。
慈善事業にも積極的で、浙江省・安徽省・山東省などの災害救援、芝生痘局などの公共医療衛生機構の創設、養正学堂・芝秀義塾・芝田義塾・富春義塾・儲才学堂などの学校の設立を行った。
書道家・画家としても知られ、書は趙孟頫の書風に似ており、絵画は蘆雁図で知られた。『小長蘆館集帖』12巻を残している。
子の厳子均も実業家である。